# 아뇰로티
아뇰로티(이탈리아어: agnolotti, 단수: agnolotto 아뇰로토[*]) 또는 아뇰로티 피에몬테시(이탈리아어: agnolotti piemontesi, 단수: agnolotto piemontese 아뇰로토 피에몬테세[*])는 이탈리아의 파스타이다. 피에몬테 주에서 만들어 먹는 라비올리의 일종이다. 파스타 도우를 평평하게 만들어 그 가운데에 고기와 야채 속을 넣고 접는다. 아뇰로티는 이탈리아어 아뇰로토(agnolotto)의 복수형이다. 그 유래는 조리법의 고안자로 알려진 'Angelot'에서 따온 것으로 추정된다. 다른 일설로는 파스타 중에서 반지 모양인 것을 일컫는 단어인 'anellus'에서 변형된 것으로 보는데 'The Word Origin Calendar 2009'에 따른 설명이다.